# Francesc Beltran i Bigorra
Francesc Beltran i Bigorra (Nules, Plana Baixa, 3 d'agost de 1886 - Nules, Plana Baixa, 27 d'abril de 1962) va ser un botànic valencià.
Estudià ciències naturals a la Universitat de Madrid. Ja durant la seva etapa d'estudiant va col·laborar amb la Junta per a l'Ampliació d'Estudis i Investigacions Científiques a l'Estació Biològica Alpina, on va treballar al costat d'Antonio Casares Gil, amb el qual va signar dos dels seus primers articles publicats sobre la flora briològica de la Sierra de Guadarrama. També va col·laborar amb Ignacio Bolívar Urrutia, catedràtic d'Entomologia de la Universitat Central de Madrid, director del Museu Nacional de Ciències Naturals d'Espanya i creador d'una escola de naturalistes. Durant el curs 1912-1913 va ser professor d'exercicis de Botànica a la Facultat de Ciències de Madrid, i ben aviat s'especialitzà en la flora briològica espanyola, i recorregué les serres madrilenyes i les terres castellonenques, on radica la seva família i la seva promesa, Josefina Montoliu Fenollosa, amb qui es casarà el 1915, i amb qui tindrà una filla, Josefina, a la qual dedicarà una de les espècies per ell descobertes. Fruit d'aquests treballs és la seva tesi doctoral, que defensà el 1911, amb el tema de "Estudios sobre la vegetación de la Sierra Espadán". Durant aquests anys va col·laborar amb els botànics de la seva època, com Carlos Pau Español, de Segorbe, Artur Caballero i López i Marcelo Rivas Mateos, de Madrid, i amb Carlos Vicioso Martínez, amb el qual té publicats diversos treballs.
A partir del 1914, després de presentar-se a les oposicions a càtedra de Mineralogia i Botànica de les universitats de Cadis i València, obté la primera plaça i tria la de València, sent ratificat oficialment el 1815. Així, es converteix en catedràtic de mineralogia i botànica, i més tard de biologia, a la Universitat de València. El 1929 serà nomenat degà de la Facultat de Ciències de la d'aquesta Universitat, i el 1931 director del Jardí Botànic de València, substituint a Eduard Boscà i Casanoves, a qui també substituirà al capdavant del Museu Paleontològic de València, reconvertit el 1999 en el Museu de Ciències Naturals de València. Beltrán va ingressar a la Secció Valenciana de la Reial Societat Espanyola d'Història Natural i a la fi de la seva vida acadèmica, fou nomenat President Honorari perpetu de la Secció de València d'aquesta institució.
Va ser degà i jutge depurador del districte universitari de València (com a depurador, tindria amplis poders, com es llegeix a la carta del rector Zumalacárregui al director de la Presó Model de València, en la qual li assenyala que done facilitats al jutge depurador, "nomenat per la superioritat per a la depuració del personal docent d'aquesta Universitat, per tal que puga celebrar unes diligències d'interrogatori"). El 27 d'abril de 1962 va perdre la vida en un accident automobilístic quan viatjava de Nules a València.

## Reconeixements
Fou Col·legiat d'Honor de Col·legi Oficial de Doctors i Llicenciats en Filosofia i Lletres i en Ciències, i del de Químics. Vocal i director de la Secció de Botànica de la Institució Alfons el Magnànim, dependent de la Diputació Provincial de València. En reconeixement dels seus mèrits civils i docents, va ser condecorat amb la Creu d'Alfons X el Savi pel llavors ministre d'Educació José Ibáñez Martín.
A petició dels seus propis alumnes, la ciutat de València va retolar un dels seus carrers amb el nom de Francisco Beltrán Bigorra.
En 2017, gràcies a la llei de la memòria històrica, va ser retirat el seu nom del carrer i substituït pel de la mestra Alejandra Soler, defensora de l'escola pública, de la igualtat i de l’accés a l'educació per a tothom.
El 1986, coincidint amb el centenari del seu naixement, l'Ajuntament de Nules va adoptar l'acord de nomenar Francisco Beltrán Bigorra Fill Predilecte de Nules, i també retolar amb el seu nom el Jardí Botànic de la vila, en una placa commemorativa com a reconeixement a la seva decisiva participació en la creació d'aquest.

## Publicacions
Manté una intensa activitat amb publicacions al Butlletí de la Reial Societat Espanyola d'Història Natural. El 1911 publicà un estudi de la vegetació de la Serra d'Espadà. També va publicar diversos treballs sobre muscínies de la província de Castelló.